# Oncotylus punctipes
Oncotylus punctipes är en insektsart som beskrevs av Reuter 1875. Oncotylus punctipes ingår i släktet Oncotylus, och familjen ängsskinnbaggar. Arten är reproducerande i Sverige.